# Pleurostachys turbinata
Pleurostachys turbinata är en halvgräsart som först beskrevs av Christian Gottfried Daniel Nees von Esenbeck, och fick sitt nu gällande namn av Hans Heinrich Pfeiffer. Pleurostachys turbinata ingår i släktet Pleurostachys och familjen halvgräs. Inga underarter finns listade i Catalogue of Life.